# Kaprußmeise

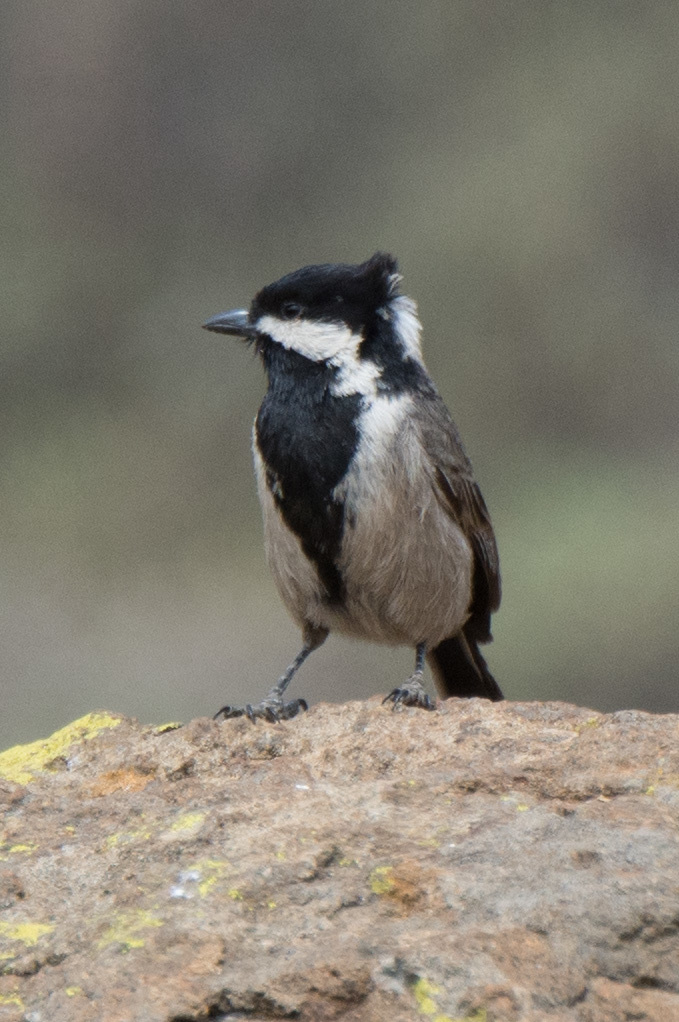
Kaprußmeise

Die Kaprußmeise (Melaniparus afer, Syn.: Parus afer) ist eine Vogelart aus der Familie der Meisen (Paridae).
Die Art wurde als konspezifisch mit der Somalirußmeise (Melaniparus thruppi), der Miomborußmeise (Melaniparus griseiventris) oder der Akazienrußmeise (Melaniparus cinerascens) angesehen.

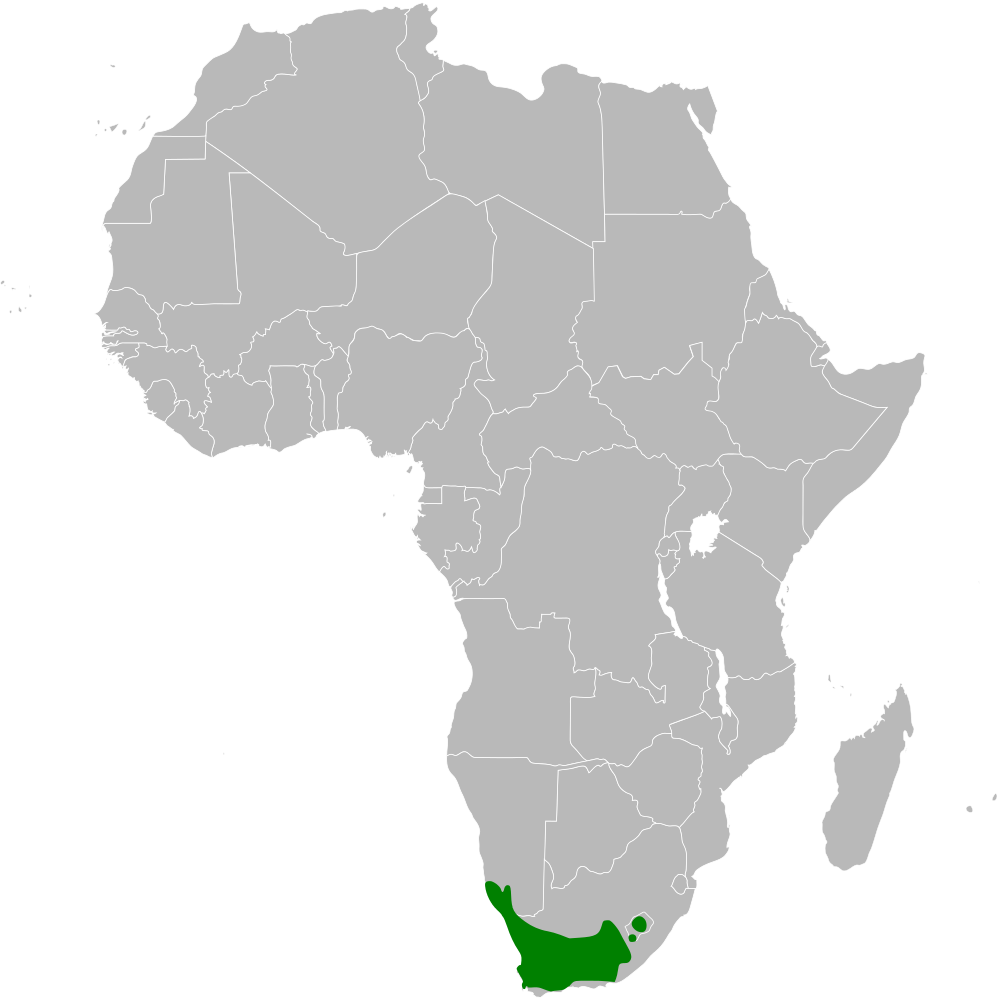
Verbreitungsgebiet der Kaprußmeise

Der Vogel kommt in Lesotho, Namibia und Südafrika vor.
Der Lebensraum umfasst trockenes Dornengebüsch, Karoo-Halbwüste, offenes, felsiges Gelände mit Schluchten, trockene Flusstäler von 400–945 in der Provinz Nordkap, von 1220 bis 1320 in Namibia und bis 2745 in Lesotho.
Der Artzusatz bezieht sich auf Afrika.
Diese Meise ist ein Standvogel, örtliches Umherziehen kommt vor.

## Merkmale
Die Art ist 14–15 cm groß und wiegt 17–22 g, eine ziemlich große, dunkelgraue Meise mit Schwarz an Kopf und Brust und weißen Wangen. Das Männchen ist von der Stirn über den Scheitel bis unter die Augen und im Nacken schwarz, in frischem Federkleid leicht bläulich glänzend. Der Nackenfleck ist bräunlich oder gräulich-weiß. Die Oberseite ist grau oder bräunlich-grau, die längsten Oberschwanzdecken haben schwärzliche Spitzen, der Schwanz ist tiefschwarz, alle Federn haben weißliche Spitzen, die äußersten auch weißliche Ränder. Die Flügeldecken sind dunkel graubraun, die Flugfedern sind schwärzlich-grau. Wangen, Ohrdecken und Nackenseiten sind grauweiß. Kehle und Kinn bis unter die Ohrdecken sind schwarz, ebenso die Mitte der oberen Brust, mit leichtem blauen Glanz an Kehle und Brust. Die Unterseite hat mittig nach hinten zu auslaufend Schwarz, seitlich Weiß rosa überhaucht, die Flanken sind blass gelbbraun, die Unterschwanzdecken dunkler mit blassen Spitzen. Die Iris ist dunkelbraun bis schwarz, der Schnabel schwarz, die Beine sind grau, blaugrau oder schwarz.
Weibchen sind etwas brauner am Scheitel, die schwarze Brustlinie ist schmaler. Jungvögel sind brauner am Scheitel, matter braun auf der Oberseite, dunkler braun am Schwanz mit schmaleren weißlichen Federspitzen.
Die Art unterscheidet sich von der Akazienrußmeise (Melaniparus cinerascens) durch den braun-grauen, nicht blau-grauen Rücken, die gelbbraunen nicht grauen Flanken und Bauchseite sowie den gelbbraunen und nicht weißen Nackenfleck, von der Miomborußmeise (Melaniparus griseiventris) auch durch den kürzeren Schwanz, den gelbbraunen oder graufarbenen Nackenfleck.

## Geografische Variation
Es werden folgende Unterarten anerkannt:
- M. a. arens (Clancey, 1963), – südliches Südafrika und Lesotho, Mantel, Rücken und Bürzel sind dunkler, dunkelgrau-oliv, die Unterseite hat mehr gelbbraun seitlich und an den Flanken
- M. a. afer (Gmelin, 1789), Nominatform – Namibia und westliches Südafrika

## Stimme
Die Lautäußerungen bestehen aus einer Folge dünner und zischender „tsi-cha-cha-cha“ oder „tsisisi-cha-cha-cha-cha“, auch als „chiree-wuu-wuu“ oder „swit-weeuu-weeuuz“ beschriebener Laute und sind mitunter denen der Akazienrußmeise sehr ähnlich. Der Alarmruf ist ein harsches „tchip-tchre-tchre-tchre-tchre-tchre-tchre-tchre…“, etwas weicher als der der Sambesi-Rußmeise (Melaniparus niger).

## Lebensweise
Die Nahrung besteht aus kleinen Wirbellosen, besonders Hautflüglern, Ameisen, Käfern, Spinnentieren und Schmetterlingslarven bis 4 cm Länge, auch aus Früchten von Bocksdornen. Gejagt wird meist paarweise oder in kleinen Gruppen, aber auch in gemischten Jagdgemeinschaften im Blattwerk, auch in der Rinde, auch meisentypisch mit dem Kopf nach unten an Ästen und Zweigen.
Die Brutzeit liegt zwischen August und März, möglicherweise kommen auch Bruthelfer vor. Das Nest wird von beiden Elternvögeln angelegt in einer Höhe in Felsen, alten Steinwänden, Uferböschungen oder Zaunpfählen, auch mal in Bäumen, sofern vorhanden. Das Gelege besteht aus 2–5 Eiern, die etwa 14 Tage bebrütet werden.

## Gefährdungssituation
Der Bestand gilt als „nicht gefährdet“ (Least Concern).